# Sulfotsumoïta
La sulfotsumoïta és un mineral de la classe dels sulfurs, que pertany al grup de la tetradimita. El nom reflecteix el seu contingut en sofre i la seva semblança amb la tsumoïta.

## Característiques
La sulfotsumoïta és un sulfur de fórmula química Bi₃Te₂S. Va ser aprovada com a espècie vàlida per l'Associació Mineralògica Internacional l'any 1980. Cristal·litza en el sistema trigonal. La seva duresa a l'escala de Mohs és 2,5.
Segons la classificació de Nickel-Strunz, la sulfotsumoïta pertany a «02.DC - Sulfurs metàl·lics, amb variable proporció M:S» juntament amb els següents minerals: hedleyita, ikunolita, ingodita, joseïta-B, kawazulita, laitakarita, nevskita, paraguanajuatita, pilsenita, skippenita, tel·lurantimoni, tel·lurobismutita, tetradimita, tsumoïta, baksanita, joseïta-C, protojoseïta, sztrokayita, vihorlatita i tel·luronevskita.

## Formació i jaciments
Va ser descoberta al dipòsit d'argent i or de Burgagylkan, al riu Upper Chelomzha, dins l'óblast de Magadan (Rússia). Tot i tractar-se d'una espècie gens habitual ha estat descrita en tots els continents del planeta a excepció de l'Antàrtida.